# Gymnopais
Gymnopais is een muggengeslacht uit de familie van de kriebelmuggen (Simuliidae).

## Soorten
- G. dichopticoides Wood, 1978
- G. dichopticus Stone, 1949
- G. fimbriatus Wood, 1978
- G. holopticoides Wood, 1978
- G. holopticus Stone, 1949